# Поляков, Николай Петрович (хоккеист)
Николай Петрович Поляков (27 августа 2000, Санкт-Петербург) — российский хоккеист, нападающий клуба КХЛ «Лада».
На юношеском уровне играл за СДЮСШОР-1 СПб, колпинские «Локомотив», «Газпромбанк»/«СКА-Газпромбанк». В сезоне 2017/18 выступал в МХЛ за «СКА-Серебряные Львы», продолжил играть в системе СКА в ВХЛ и МХЛ. В связи с тем, что часть игроков основного состава СКА была отправлена на карантин из-за подозрения на COVID-19, 30 сентября 2020 года провёл единственный матч в сезоне КХЛ — в гостях против «Сибири» (6:4). Второй матч сыграл 19 ноября 2022 года в гостях против «Нефтехимика» (1:2).